# Epipactis muelleri
Epipactis muelleri là một loài phong lan.

## Hình ảnh

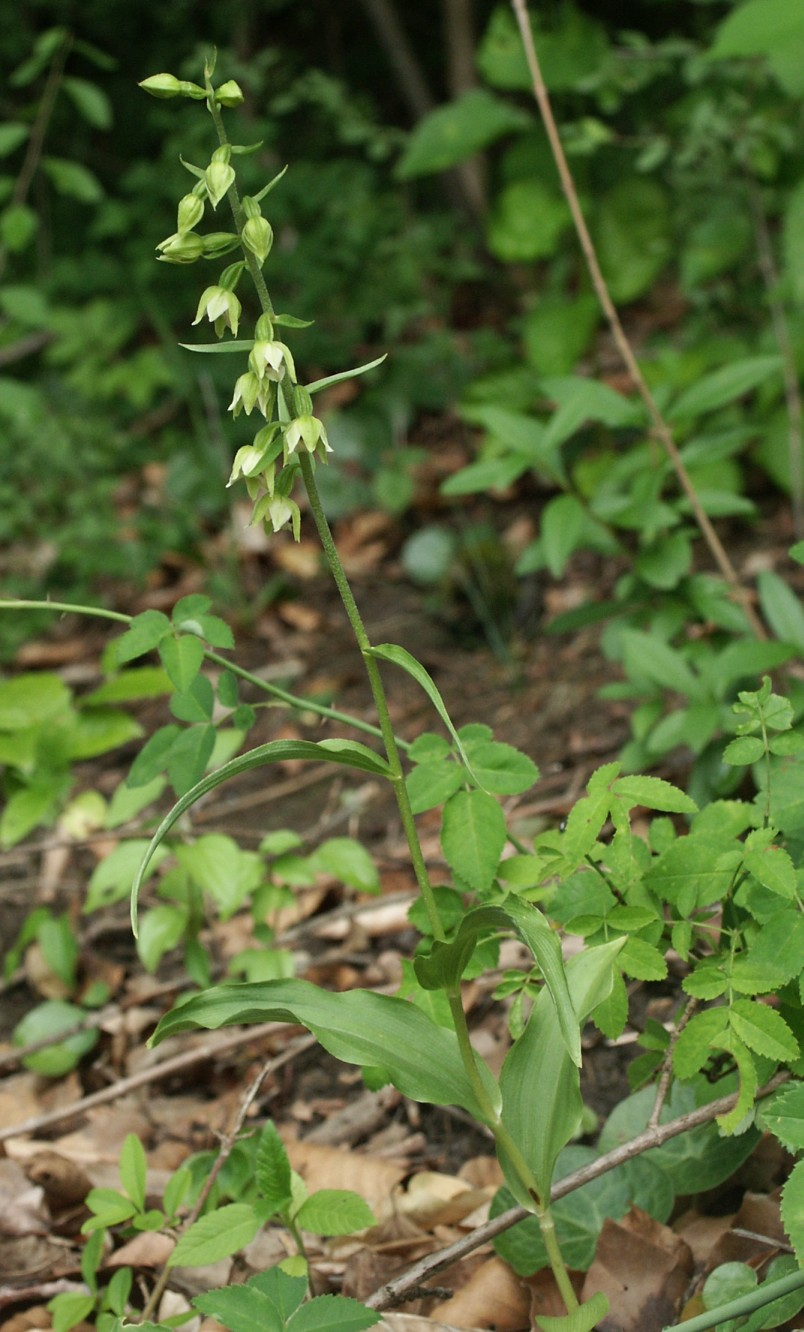
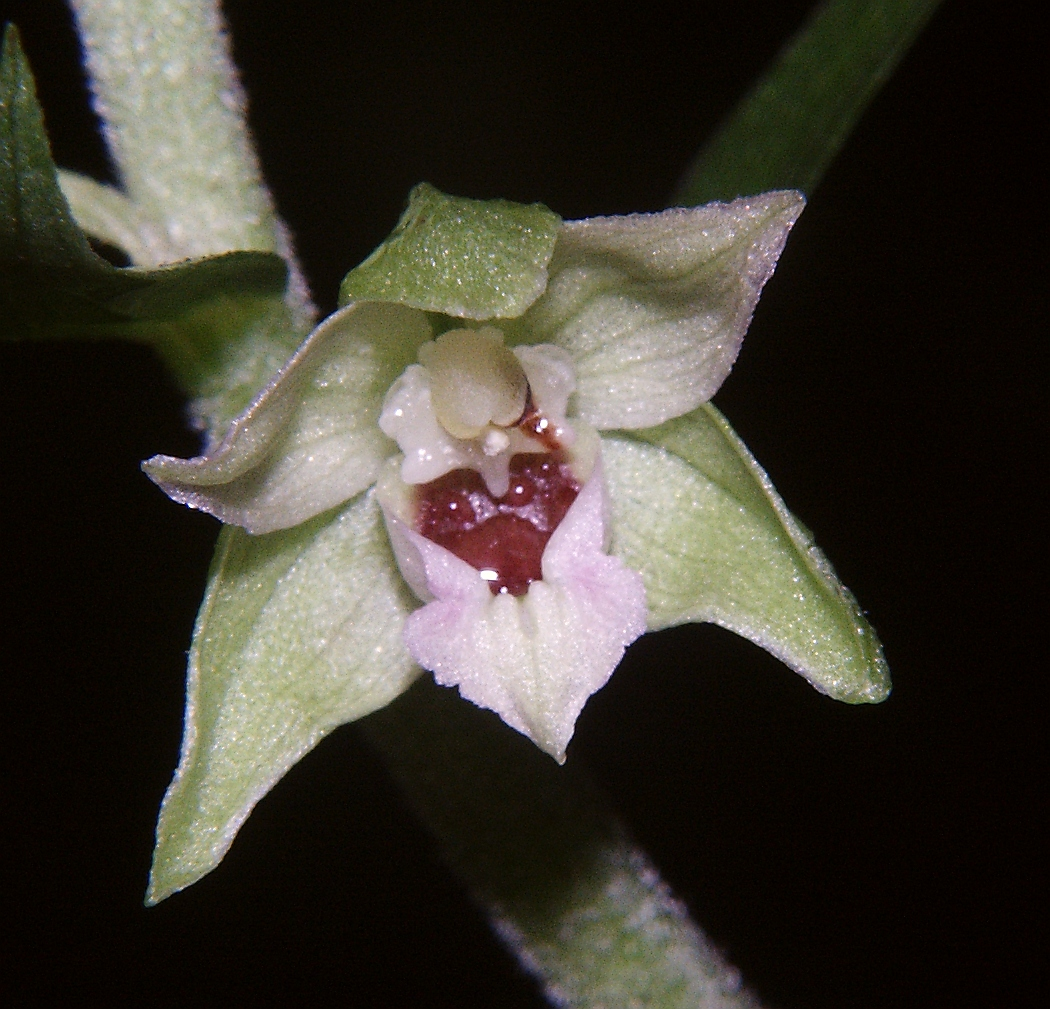
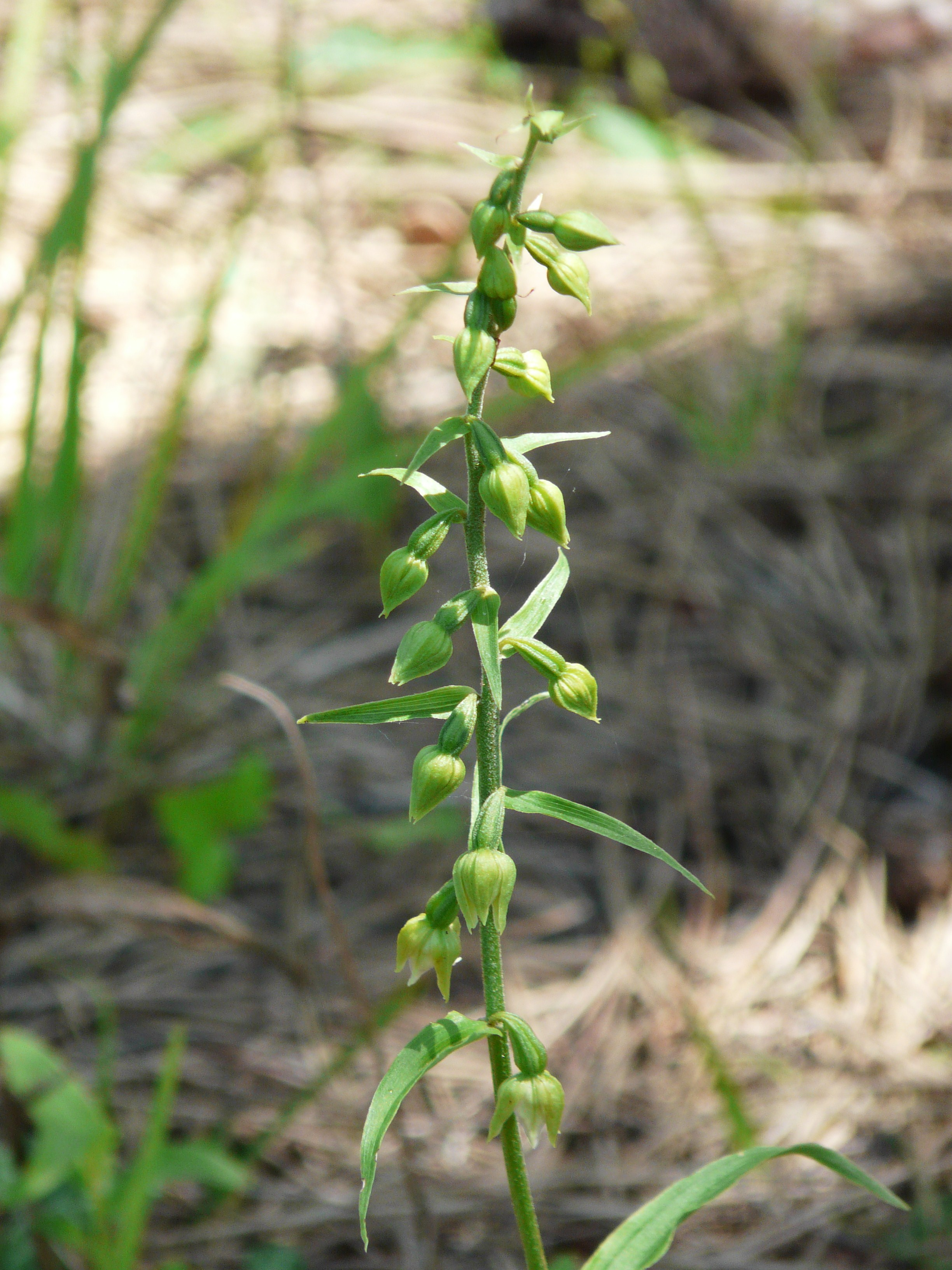
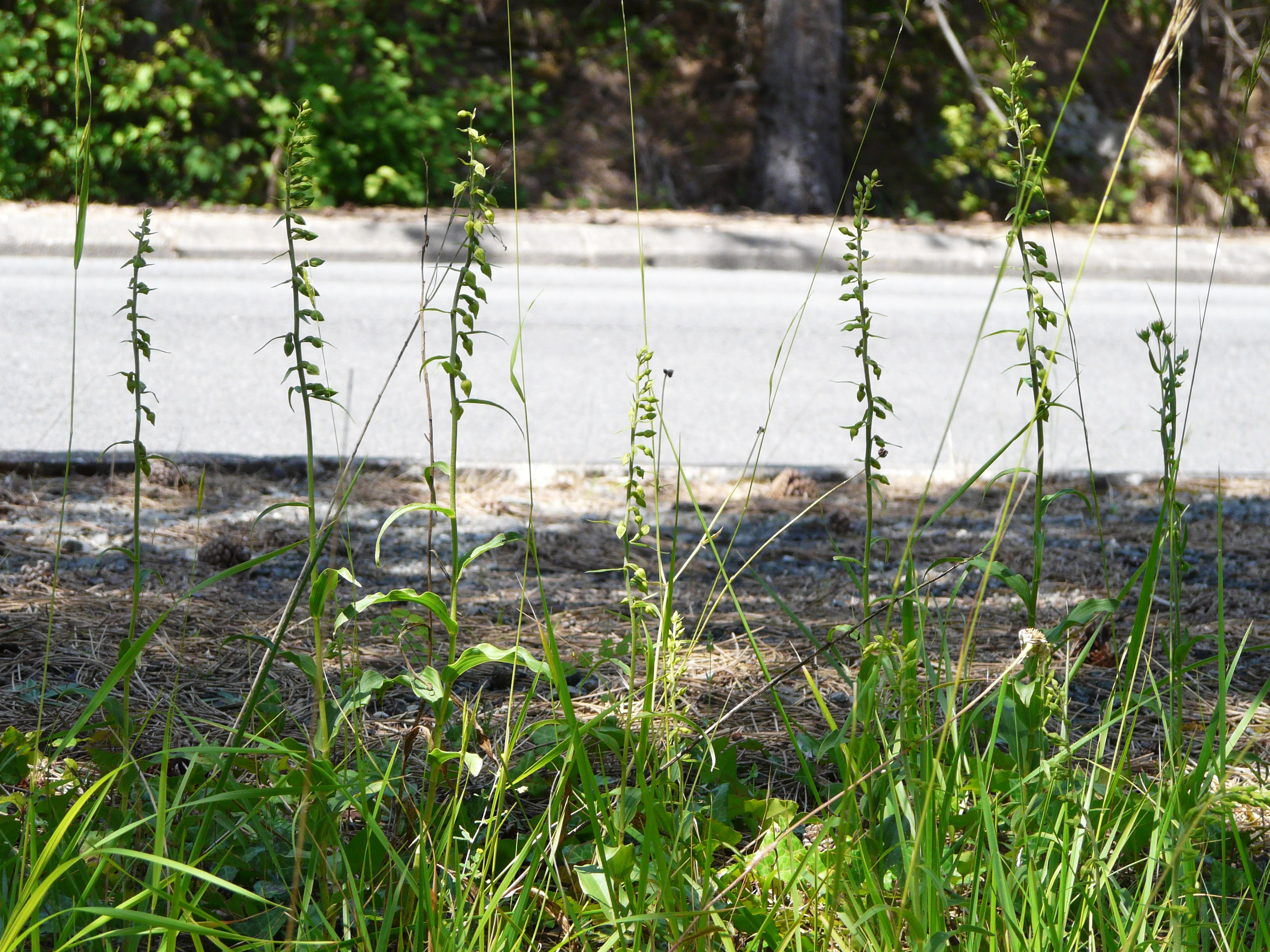